# The Caballero's Way
The Caballero's Way è un cortometraggio muto del 1914 diretto da Webster Cullison. Il soggetto è tratto dall'omonimo racconto di O. Henry. Vi appare per la prima volta Cisco Kid, eroico caballero messicano, che diventerà uno dei personaggi più noti della scena western nei fumetti, al cinema e alla tv.

## Produzione
Il film fu prodotto dall'Eclair American e venne girato a Tucson, in Arizona.

## Distribuzione
Distribuito dall'Universal Film Manufacturing Company, il film - un cortometraggio in tre bobine - uscì nelle sale cinematografiche statunitensi il 1º aprile 1914.